# Anita Klesky
Anita Klesky, nombre artístico de Ana Klecky Rapaport (Santiago, 10 de noviembre de 1937-ibidem, 15 de noviembre de 2000) fue una actriz de teatro y televisión, y periodista chilena, de ascendencia judía.

## Biografía
Nació en Santiago el 10 de noviembre de 1937. Hija de Abraham Klecky (-f. 1947), de origen bielorruso, y de Ester Rapaport Kuniche, de origen judío. 
Cursó sus estudios de teatro en la Academia de Arte Dramático de la Pontificia Universidad Católica de Chile (PUC). Egresó como actriz en 1955. En 1972, ingresó a la Escuela de Periodismo de la Universidad de Chile, desde donde se tituló en 1976. 
Anita Klesky contrajo matrimonio en 1960 con el que un día fuera su maestro, el destacado arquitecto y director escenográfico de Teatro UC, Bernardo Trumper Roñis (n. 1929-f. 1997). Tuvo dos hijos; Juan Pablo Trumper Klecky y Leonardo Trumper Klecky, ambos arquitectos.

## Carrera artística
En 1971 se unió a la compañía Teatro del Ángel, hasta 1974.
Entre 1974 y 1978 participó en obras de la Compañía Nacional de Teatro de la Universidad de Chile. 
En 1992 se incorporó a Televisión Nacional, y participó en emblemáticas y diversas telenovelas de los directores Vicente Sabatini y María Eugenia Rencoret. Formó parte de la Época de Oro de las telenovelas de TVN.

### Otros trabajos
A comienzos de la década de 1960, participó en diversas fotonovelas de la revista Cine Amor, donde junto a Héctor Noguera, alcanzaron una prematura popularidad.
A mediados de 1970, ejerció como periodista en los diarios; Las Últimas Noticias y Diario Financiero, en la cadena de televisión Canal 9 de la Universidad de Chile, y como periodista y crítico de artículos teatrales en la Revista Bravo.

## Muerte
Anita Klesky murió en su residencia de Providencia el 15 de noviembre de 2000 por complicaciones de salud debido a su tratamiento contra el cáncer. En febrero se le había diagnosticado un tumor cerebral, la cual se sometió a una operación y a un tratamiento de radioterapia en la Clínica Alemana de Santiago.
Fue sepultada el 16 de noviembre en el Cementerio Israelita de Recoleta, donde recibió la compañía de su madre, hijos, familiares, amigos y el círculo artístico más cercano de la actriz, y contó con la asistencia de directores y productores de Televisión Nacional, y de la primera dama de la República, Luisa Durán.
El día de su muerte, Televisión Nacional emitió un capítulo de Santo ladrón dedicado en su memoria. 

## Filmografía
- 1968: Lunes 1, Domingo 7 (dir.: Helvio Soto)
- 1996: El último cierra la puerta (dir.: Marcela Catalán)

## Teatro
- 1955: Navidad en el circo (dir.: Germán Becker, Teatro UC)
- 1959: El diálogo de las Carmelitas (dir.: Eugenio Dittborn, Teatro UC)[12]
- 1959: El siciliano (dir.: Eugenio Dittborn, Teatro UC)
- 1960: La pérgola de las flores (dir.. Eugenio Guzmán, Teatro UC)
- 1961: Versos de ciego (dir.: Eugenio Dittborn, Teatro UC)
- 1961: La ronda de la buena nueva (dir.: Eugenio Guzmán, Teatro UC)
- 1962: Las travesuras del ordenanza Ortega (dir.: Fernando Colina, Teatro UC)[13]
- 1963: Mucho ruido y pocas nueces (dir.: Eugenio Guzmán, Teatro UC)
- 1964: El Wurlitzer (dir.: Eugenio Dittborn, Teatro UC)
- 1965: Casimiro Vico (dir.: Fernando Colina, Teatro UC)
- 1966: Locos de verano (dir.: Fernando Colina, Teatro UC)
- 1970: La ronda (dir.: Eugenio Guzmán, Teatro Cariola)
- 1970: Tu sabes que no te puedo oír cuando el agua está corriendo (dir.: Domingo Tessier)
- 1971: Tres de última (dir.: Jaime Vadell, Teatro UC)
- 1971: Croni teatro (dir.: Eugenio Dittborn, Teatro UC)[14]
- 1972: La profesión de la señora Warren (dir.: Alejandro Sieveking, Teatro del Ángel)
- 1972: La Celestina (dir.: Alejandro Sieveking, Teatro del Ángel)
- 1973: La virgen de la manito cerrada (dir.: Alejandro Sieveking, Teatro del Ángel)
- 1973: Cama de batalla (dir.: Alejandro Sieveking, Teatro del Ángel)
- 1974: Ja-Jaque mate (dir.: Alejandro Sieveking, Teatro del Ángel)
- 1975: La fantástica isla de los casi animales (dir.: Carlos Grave, Teatro Nacional)
- 1976: Orfeo y el último desodorante (dir.: Enrique Noisvander, Teatro Nacional)
- 1976: Don Juan Tenorio (dir.: Patricio Campos, Teatro Nacional)
- 1978: Rancagua 1814 (dir.: Patricio Campos, Teatro Nacional)[15]
- 1978: El mercader de Venecia (dir.: Hernán Letelier, Teatro Nacional)
- 1979: Emily (Teatro Américo Vargas)
- 1980: Berlín 1930 (Teatro Américo Vargas)
- 1980: El boquete (dir.: Abel Carrizo, Teatro La Moneda)
- 1985: La comadre Lola (dir.: Alejandro Sieveking, Teatro El Carrusel)
- 1986: La muerte de un vendedor viajero (dir.: Tomás Vidiella)
- 1988: El amor, gran sueño del hombre (dir.: Eugenio Guzmán, Teatro Camilo Henríquez)
- 1989: El carrusel (dir.: Alejandro Sieveking, Teatro El Carrusel)
- 1989: Ingenuas palomas (dir.: Alejandro Sieveking, Teatro El Carrusel)
- 1992: Las brujas (dir.: José Andrés Peña, Teatro Duoc)
- 1993: Invitación a comer (dir.: Egon Wolff, Sala Apoquindo)
- 1994: Fair Play (Abel Carrizo, Teatro Nacional)

## Televisión
| Año  | Teleserie             | Personaje                 | Cadena              |
| ---- | --------------------- | ------------------------- | ------------------- |
| 1969 | La chica del bastón   | Claudia Peña              | Canal 13            |
| 1975 | J.J. Juez             | Paula Garmendia           | Canal 13            |
| 1981 | Casagrande            | Laura Vidal               | Canal 13            |
| 1982 | La Señora             | Silvia                    |                     |
| 1983 | El juego de la vida   | Carmen Salinas            | Televisión Nacional |
| 1984 | La represa            | Elvira Muñoz              | Televisión Nacional |
| 1984 | La torre 10           | Yolanda Perutti           | Televisión Nacional |
| 1987 | Mi nombre es Lara     | Clara Velasco             | Televisión Nacional |
| 1988 | Matilde dedos verdes  | Georgina Riquelme         | Canal 13            |
| 1989 | Bravo                 | Silvia González           | Canal 13            |
| 1990 | Acércate más          | Aída Urzúa                | Canal 13            |
| 1992 | Trampas y caretas     | Isidora ''Tuca'' Novoa    | Televisión Nacional |
| 1993 | Jaque mate            | Delfina Rioseco           | Televisión Nacional |
| 1994 | Rompecorazón          | Lucinda Ortiz             | Televisión Nacional |
| 1995 | Estúpido cupido       | Matilde Meza              | Televisión Nacional |
| 1995 | Caminos cruzados      | Leontina Órdenes          | Televisa            |
| 1995 | Juegos de fuego       | Hortensia Zegers          | Televisión Nacional |
| 1996 | Sucupira              | Dora Lineros              | Televisión Nacional |
| 1997 | Oro verde             | Concepción Andrade-Farrut | Televisión Nacional |
| 1997 | Tic tac               | Rosario Pascal            | Televisión Nacional |
| 1998 | Iorana                | Elena Valdés              | Televisión Nacional |
| 1998 | Borrón y cuenta nueva | Adriana Domínguez         | Televisión Nacional |
| 1999 | La Fiera              | voz de radio              | Televisión Nacional |
| 1999 | Aquelarre             | Cándida Morales           | Televisión Nacional |
| 2000 | Santo ladrón          | Maya Sandoval             | Televisión Nacional |

| Año  | Serie                                | Personaje       | Cadena              |
| ---- | ------------------------------------ | --------------- | ------------------- |
| 1970 | Martín Rivas                         | Matilde Elías   | Televisión Nacional |
| 1970 | Cuarteto para instrumentos de muerte | Rossane O'Neill | Televisión Nacional |
| 1972 | La sal del desierto                  | Fedora          | Televisión Nacional |
| 1982 | La señora                            | Silvia Barahona | Canal 13            |
| 1998 | Sucupira, la comedia                 | Dora Lineros    |                     |
| 1998 | Mi abuelo, mi nana y yo              | Graciela        | Televisión Nacional |
| 1999 | Sucupira, la comedia 2               | Dora Lineros    | Televisión Nacional |

Programas
- 1977: Cachureo y apuntes sobre Nicanor Parra (TVN) - Actriz
- 1978: Vamos a ver (TVN) - Varios roles
- 1979: Teatro de José Vilar (Canal 9) - varios roles
- 1983: La hora de Juan Pérez (Canal 13) - Comediante
- 1987-1989: Mediomundo (Canal 13)
- 1987-1989: El mundo del profesor Rossa (Canal 13) - Varios roles
- 1989: De chingol a jote (Canal 13) - Varios roles
- 1989: Sábado gigante (Canal 13) - Ella misma
- 1994: Martes 13 (Canal 13) - Actriz en homenaje a Ana González y Silvia Piñeiro
- 1997: Buenos días a todos (TVN) - Comentarista de teatro
- 1998: Pase lo que pase (TVN) - Comediante
- 2000: Humanamente hablando (Megavisión) - Ella misma
- 2000: Pase lo que pase (TVN) - Ella misma

## Revistas
- 1962: Fotonovela Martin Rivas (Revista Mi Vida) - Matilde Elías
- 1962: Fotonovela Luces de Valparaíso